# Distrito de San Pedro de Putina Punco
El distrito de San Pedro de Putina Punco es uno de los 10 distritos que conforman la provincia de Sandia, ubicada en el departamento de Puno, perteneciente al departamento de Puno,  en el sudeste Perú. Es conocida como la Capital Cafetalera del Sur Peruano y El Corazón de los Valles del Tambopata e Inambari.
Desde el punto de vista jerárquico de la Iglesia católica forma parte de la Prelatura  de Ayaviri en la Arquidiócesis de Arequipa.

## Geografía
Colinda por el norte con el departamento de Madre de Dios; por el este con Bolivia; por el sur con los distritos de San Juan del Oro y de Alto Inambari; y por el oeste con el distrito de Limbani.

## Historia
El distrito fue creado mediante Ley N° 28509 del 13 de mayo de 2005, en el gobierno del presidente Alejandro Toledo.

## Etimología
El significado del nombreSan Pedro de Putina Punco es el siguiente:
- San Pedro, en honor del nombre del primer colonizador, el boliviano Pedro Coaquira, que llegó huyendo de la Guerra del Chaco.
- Putina Punco, compuesto por las palabras de origen aimara y quechua putina, que significa cálido y húmedo; y puncu, que quiere decir puerta. Por lo tanto Putina Punco significa "puerta cálida" o más probablemente "puerta a la región cálida".

## Economía
La mayoría de su población se dedica al cultivo de café orgánico, los mismos están afiliados a la Central de Cooperativas Agrarias Cafetaleras de los Valles de Sandia (CECOVASA).

## Autoridades

### Municipales
- 2023 - 2026[3]
  - Alcalde: Gregorio Chambi Cañazaca
  - Regidores:

  1. Timoteo Curro Mamani
  2. Marina Torres Llanque
  3. David Larico Sucaticona
  4. Nory Prescila Quispe Pacoricona
  5. Ceferino Calli Tito

## Festividades
La actividad Religiosa más relevante es la festividad de los santos San Pedro y San Pablo que se celebra los días 28 - 29 del mes de junio de cada año por la comunidad católica.